# Масельга (Карелия)
Масельга (фин. Maseliga, Maaselkä) — упразднённая деревня, ныне урочище на территории современного Великогубского сельского поселения Медвежьегорского района Республики Карелия Российской Федерации.

## История
Деревня относилась к Типиницкому обществу Толвуйской волости Петрозаводского уезда. По данным переписи 1873 года в деревне было 8 дворов, в которых жило 50 человек. К 1905 году в деревне прибавилось два двора, а население увеличилось на 9 человек. В деревне было 8 лошадей, 10 коров и 3 головы прочего скота.
По данным переписи 1926 года в деревне было 9 хозяйств, в которых проживало 39 человек (23 мужчины, 16 женщин, все русские). В ходе реформы 1927 года деревня оказалась в составе Типиницкого сельсовета Великогубского района, а после реформы 1930 года — Заонежского района. К 1935 году население деревни увеличилось до 41 человека (22 мужчины, 19 женщин).

## География
Расположена Масельга на Заонежском полуострове в северной части Онежского озера.

## Достопримечательности
Последней сохранившейся на начало XXI века постройкой деревни является недействующая православная часовня Михаила Архангела. Часовня построена в конце XVIII века с использованием своеобразных строительных приёмов, относится к клетскому типу и представляет историко-архитектурную ценность, поскольку является примером традиционной заонежской часовни.

## Транспорт
Деревня стояла на пересечении двух лесовозных дорог.